# Edsvära församling
Edsvära församling var en församling i Skara stift och i Vara kommun. Församlingen uppgick 2002 i Kvänums församling. 

## Administrativ historik
Församlingen har medeltida ursprung. Senast 1552 införlivades en del av Borga församling, efter 1552 införlivades Ballstorps församling.
Församlingen var till 1962 annexförsamling i pastoratet (Norra) Vånga, Edsvära och Kvänum som till 1552  även omfattade Badene och Borga församlingar och sedan en kort tid Ballstorps församling. Från 1962 var den annexförsamling i pastoratet Kvänum, Norra Vånga, Edsvära, Jung, Öttum och Fyrunga. Församlingen uppgick 2002 i Kvänums församling.

## Kyrkor
- Edsvära kyrka